# Nescafé
Nescafé es una marca de café, de las más vendidas en el mundo, de la compañía Nestlé. El nombre es una conjunción de las palabras "Nestlé" y el producto pulverizado, el café. Nescafé fue introducido en Suiza el 1 de abril de 1938 después de ser tratado por siete años por Max Morgenthaler y equipo.
En Estados Unidos la marca se llamó Nescafé durante los años 1950 y 1960. Posteriormente, Nestlé reemplazó Nescafé por una nueva marca llamada Taster's Choice. En 2003, la compañía reintrodujo la marca Nescafé, y el producto es actualmente conocido como Nescafé Taster's Choice.

## Variedades
- México: Nescafé Clásico, Nescafé Decaf (Descafeinado), Nescafé Dolca, Nescafé Mokaccino, Nescafé Tasters Choice, Nescafé Capuccino, Nescafé Protect, Nesfrappé, Nescafé Café con Leche, Máquinas Nescafé, Nescafé Ristreto, Nescafé Diplomat, Nescafé Café de Olla, Nescafé Molienda.

- Argentina: Nescafé Café con Leche, Nescafé Cappuccino, Nescafé Capspuccino Light, Nescafé Cappuccino Mokaccino, Nescafé Clásico, Nescafé Decaf, Nescafé Dolca, Nescafé Dolca Suave, Nescafé Espresso, Nescafé Gold.

- Colombia: Nescafé Tradición, Nescafé Coffee Mate, Nescafé Dolce Gusto, Nescafé Café con Leche, Nescafé 3en1, Nescafé Capuccino, Nescafé Decaf (Descafeinado), Nescafé Dolca, Nescafé Mokaccino.

- Brasil: Nescafé Ice, Nescafé Tradição, Nescafé Original, Nescafé Matinal, Nescafé Descafeinado, Nescafé Café com Leite, Nescafé Dolca.

- Chile: Nescafé Tradición, Nescafé Fina Selección, Nescafé Dolca, Nescafé Decaf (Sin cafeína), Nescafé Espresso, Nescafé Cap Colombie, Nescafé Café Cappuccino, Nescafé Café Vienés, Nescafé Café Vainilla, Nescafé Double Choca Mocha, Nescafé Irish Cream, Nescafé Alta Rica, Máquinas Nescafé.

- Ecuador: Nescafé Tradición, Nescafé Decaf (Sin cafeína), Nescafé Gold, Nescafé Gold Decaf, Nescafé Tradición 3 en 1, Nescafé Cappuccino, Nescafé Dolce Gusto, Máquinas Nescafé Alegría.

- Perú: Nescafé Tradición, Nescafé Cool, Nescafé Decaf, Nescafé Golden Selection Tueste Intenso, Nescafé Golden Selection Tueste Moderado, Nescafé Kirma.

- Venezuela: Nescafé Tradición (mokaccino, capuccino, latte, latte vainilla), Nescafé Con Leche, Nescafé Savoy Chocolatte Caliente, Nescafé Granor (descontinuado).

## Influencia en el mundo

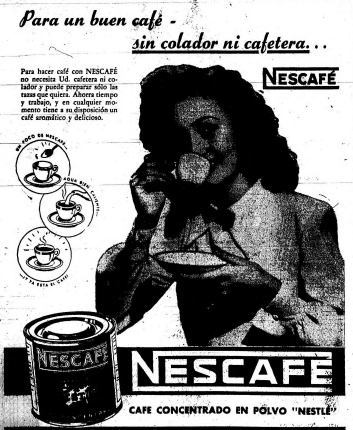
Anuncio de Nescafé en el Diario cubano "De la Marina", el 18 de junio de 1948.

- En 1981, se hizo un comercial publicitario de un tren, el tema musical fue "La Colegiala" compuesto por el peruano Walter León e interpretado por el colombiano Rodolfo Aicardi. [3]
- Debido a la enorme popularidad de Nescafé, durante la Segunda Guerra Mundial, "toda la producción de la planta estadounidense era reservada sólo para uso de los militares".[4]
- En Ecuador, un Boeing 737-200 de la compañía AeroGal, fue pintado de color rojo para promocionar la marca.
- En Chile, desde el año 2009 la marca auspicia y ayudó a restaurar un conocido teatro chileno que estaba en decadencia, convirtiéndolo en el Primer Teatro Nescafé del Mundo y denominándolo Teatro Nescafé de las Artes. En años anteriores, la marca auspiciaba en distintos estelares de Canal 13, como Esta Noche Fiesta y Martes 13, el concurso 123 Nescafé y fue durante algún tiempo auspiciado de diferentes Campañas de la Teletón Chilena retornando como auspiciador a la campaña en el año 2011. A su vez, su variante Nescafé Dolca, fue auspiciador de Una Vez Más de Canal 13.
- En España, la marca cuenta con dos fábricas, una en Reus (Café Brasilia) y la otra en Gerona. En 2003, la fábrica de Gerona produjo 21.800 toneladas de Nescafé. Desde esta fábrica se exporta a países como Reino Unido, Japón, Rusia, Francia, Australia e Israel.[5] En 2022 Nescafé abrió su primer quiosko en España en la localidad de Reus, bajo la influencia de su sede en esa ciudad.[6]
- En Venezuela se erigió una publicidad de Nescafé en la Torre Phelps de Plaza Venezuela, Caracas. Poseía una taza en la cúspide de dicha torre. Fue removida en el año 2010 por órdenes de la Alcaldía del Municipio Libertador alegando que representaba un riesgo.